# Ålandsdal
Ålandsdal är en by, tillika före detta järnvägsstation i Ålands socken, Uppsala kommun, Uppland.
Byn består av enfamiljshus samt bondgårdar och är belägen vid länsväg C 576. 

## Ålandsdals järnvägsstation
Ålandsdal var en station längs ursprungliga Norra stambanan, nuvarande Dalabanan. Den tillhörde SJ, uppfördes 1873 och nedlades 1966. Före den 1 oktober 1922 hette den Åland.